# Bataille de Long Khanh
Guerre du Viêt Nam
Batailles
La bataille de Long Khanh est un engagement entre les forces armées australiennes et les forces armées nord-vietnamiennes et vietcong lors de la guerre du Viêt Nam qui se déroule du 6 au 7 juin 1971.